# Sexsomnia
La sexsomnia es un trastorno de excitación durante el sueño que está catalogado dentro del sonambulismo y como tal, se considera como una parasomnia (comportamientos anormales durante el sueño), dado que el sonambulismo no solo incluye la ambulación, sino también otros comportamientos intrincados mientras la persona aún está dormida, y despierta con amnesia del incidente. Para algunos no está claro si la sexsomnia es una parasomnia distinta o una variante del sonambulismo. De cualquier modo, es uno de los trastornos del sueño caracterizados por una alteración de la excitación en las etapas más profundas del sueño. En el DSM-V, cuando se habla de la sexsomnia, debe especificarse como conducta sexual relacionada con el sueño, dentro del sonambulismo.

## Descripción
La sexsomnia, también conocida como comportamiento sexual sonámbulo, se caracteriza por comportamientos sexuales anormales durante el sueño, y los pacientes tienen poca o ninguna memoria del evento. Las características de la sexsomnia incluyen la excitación sexual acompañada de activación autónoma, por ejemplo, tumescencia peneana nocturna, lubricación vaginal, emisión nocturna y orgasmo de sueño.
En este tipo de parasomnia, los hombres pueden llegar a masturbarse estando dormidos. La masturbación durante el sueño como un trastorno clínico fue reportado por primera vez en 1986.

## Tratamiento
Muchos pacientes que tienen un historial de sonambulismo y trastornos del sueño comórbidos deben ser evaluados. Se aconseja a los pacientes que duerman lo suficiente de forma regular, sin embargo, pueden requerirse otras medidas. Se han publicado aproximadamente diez casos que describen la apnea/hipopnea obstructiva del sueño (AHOS) como factor desencadenante de la sexsomnia; los despertares parciales se han descrito como el factor mediador. Se empleó en cinco personas un tratamiento para la AHOS con presión positiva continua en las vías respiratorias nasales y se informó que en cuatro hubo una resolución de la sexsomnia.

## Sexomnia en la cultura Popular
La sexomnia aparece en el decimoséptimo (17) episodio de la primera temporada, de la serie estadounidense House M.D. con el título Role Model («Todo un ejemplo» en España y «Modelo a seguir» en otras regiones), El médico Gregory House luego de tres consultas y un estudio somnográfico, es capaz de realizar el diagnóstico del desorden del sueño NoREM denominado sexomnia, en una mujer joven. Fue estrenado el 12 de abril de 2005.